# Герои Олимпа. Метка Афины
«Герои Олимпа. Метка Афины» (англ. The Mark of Athena) — американский приключенческий роман в жанре фэнтези 2012 года, написанный Риком Риорданом. Сюжет основан на греческой мифологии и римской мифологии. Это третья книга из цикла Герои Олимпа, спин-оффа серии Перси Джексон и Олимпийцы, а также сиквел романа «Сын Нептуна» и приквел книги «Дом Аида». «Метка Афины» была переведена на другие языки и выпущено в твёрдом и мягком переплётах, электронной книги и аудиокниги.
История разворачивается вокруг объединения греческих и римских полубогов Аннабет Чейз, Перси Джексона, Лео Вальдеса, Пайпер МакЛин, Джейсона Грейса, Хейзел Левеск и Фрэнка Чжана, как было предсказано в «Пророчестве Семи». Повествование ведётся от третьего лица, поочерёдно фокусируясь между персонажами Аннабет, Лео, Пайпер и Перси. 
«Метка Афины» была положительно принята критиками за юмор, персонажей и другие элементы. Критике подверглись медленное развитие сюжета, действие и другие аспекты. 

## Сюжет
Через шесть месяцев после событий «Пропавшего героя», Лео Вальдес построил летающую трирему Арго II, используя её как средство передвижения для полубогов в Грецию и Рим, чтобы не допустить возрождения Геи. Он, Джейсон Грейс, Пайпер МакЛин и Аннабет Чейз в сопровождении тренера Хеджа прибывают в лагерь Юпитера, чтобы встретиться с Перси Джексоном и римскими полубогами Фрэнком Чжаном и Хейзел Левеск. Аннабет, в ходе обсуждения поиска с претором лагеря Юпитера Рейной, приходит к выводу, что для объединения греческих и римских полубогов против Геи, они должны сначала найти Афину Парфенос, гигантскую статую Афины, которая была украдена римлянами у греков в древние времена и спрятана где-то в Риме. При этом, статуя может быть обнаружена только детьми Афины благодаря содействию их матери, однако никому из них так и не удалось успешно завершить поиск. Тем не менее, фантом, посланный Геей, берёт под контроль Лео и вынуждает его учинить взрыв в лагере, подстрекая параноика авгура, Октавиана, убедить римлян, что греки представляют угрозу и должны быть уничтожены.
Семь полубогов сбегают из лагеря Юпитера и ненадолго приземляются у Большого Солёного озера. Лео встречается с Немезидой, которая дарит ему печенье с предсказанием, которое поможет ему позже, однако приведёт к ужасным последствиям. Перси, Джейсон и Пайпер встречаются с Бахусом в Канзасе. Под приказу Геи два фантома овладевают Перси и Джейсоном, а затем и Лео, однако Пайпер заставляет их дать клятву на реке Стикс, что те больше не вселятся в них. Перси, Фрэнк и Хедж сталкиваются с Форкием и его сестрой Кето в океанариуме Джорджии во время поиска информации о планах Геи, впоследствии отправляя одного из своих детей, гигантскую Сколопендру, в погоню за ними. На протяжении всего путешествия между полубогами и Лео возникает напряжение, когда он узнаёт, что предыдущий парень Хейзел является его прадедушкой, который выглядел в точности, как он. Ко всему прочему, герои отправляются на спасение Нико ди Анджело, захваченного гигантами во время поиска Врат Смерти. Преследуя знак Афины в форте Самтер в Чарльстоне, римляне устраивают засаду для полубогов, но Рейна решает позволить Аннабет продолжить поиски Афины Парфенос, напомнив, что их следующая встреча больше не будет дружеской. После этого Аннабет находит карту метки Афины, и возвращается на корабль благодаря Перси и Джейсону, сражающимся как единое целое.
Пересекая Атлантический океан, Арго II подвергается нападению со стороны Сколопендры, а Лео, Фрэнк и Хейзел ненадолго отправляются под воду вместе с братьями Хирона ихтиокентаврами. Прибыв в Рим, герои избегают стычки с Геркулесом в Гибралтарском проливе и проплывают через Средиземное море, встречая Хрисаора на пути. Затем группа разделяется, а Хедж остаётся охранять корабль. Перси, Джейсон и Пайпер исследуют Колизей, Фрэнк, Хейзел и Лео идут спасать Нико, а Аннабет отправляется искать Афину Парфенос. Перси и Джейсон побеждают Эфиальта и Ота, гигантов-близнецов, захвативших Нико, с помощью Бахуса. Фрэнк, Хейзел и Лео оказываются в ловушке, подстроенной фантомами. Используя свое печенье с предсказаниями, Лео спасает их. Аннабет, тем временем, преодолевает множество испытаний, в конце концов сталкиваясь с Арахной и одерживая над ней верх прибегая к хитрости, после чего та попадает в Тартар. Полубоги сохраняют Афину Парфенос и спасают Нико, однако Арахна использует свою оставшуюся паутину и тянет Аннабет и Перси за собой в Тартар. Перед падением, Перси просит Нико встретить их на другой стороне Врат Смерти. Лео, который понимает, что падение Перси и Аннабет являются «последствиями», упомянутыми Немезидой, чувствует личную ответственность и вместе со своими друзьями отправляется  в Грецию.

## Главные герои
- Аннабет Чейз — дочь Афины (у римлян известна как Минерва). Ей было поручено найти и вернуть Афину Парфенос, статую, которая поможет объединить греков и римлян. Девушка Перси Джексона[2].
- Лео Вальдес — сын Гефеста (у римлян известен как Вулкан). Некоторое время был одержим фантомом, посеяв вражду между греческими и римскими полукровками. Винит себя за судьбу Перси и Аннабет[2].
- Пайпер МакЛин — дочь Афродиты (у римлян известна как Венера). Обладает даром очарования. Девушка Джейсона Грейса[2].
- Перси Джексон — сын Посейдона (у римлян известен как Нептун), который недавно оправился от амнезии, а также бывший претор лагеря Юпитера. Парень Аннабет Чейз[2].
- Джейсон Грейс — сын Юпитера (у греков известен как Зевс) и претор лагеря Юпитера, который недавно оправился от амнезии, после того, как Гера украла его память. Парень Пайпер МакЛин[2].
- Хейзел Левеск — дочь Плутона (у греков известен как Аид). Недавно вернулась к жизни. Девушка Фрэнка Чжана[2].
- Фрэнк Чжан — сын Марса (у греков известен как Арес) и наследник Посейдона. Парень Хейзел Левеск. Недолго соперничает с Лео за чувства Хейзел[2].
- Тренер Глисон Хедж — сатир, хранитель лагеря полукровок. Хедж сопровождает героев на борту Арго II[2].
- Нико ди Анджело — сын Аида. Он отправляется в Тартар, чтобы закрыть Врата Смерти, однако попадает в плен к Эфиальту и Оту[2].

## Разработка
Рик Риордан начал работу над «Меткой Афины» с момента завершения «Сына Нептуна». Он сотрудничал с Джоном Рокко для создания обложки книги. 
Во время своего тура по продвижению последней книги из цикла Наследники богов под названием «Тень змея», Риордан прочёл часть первой главы «Метки Афины». Обложка и полная первая глава были опубликованы 1 июня на веб-сайте Disney Heroes of Olympus. 27 сентября Риордан подтвердил, что книга будет напечатана в США в 3500000 экземплярах.

## Выпуск книги
«Метка Афины» была выпущена 2 октября 2012 года. С тех пор книга была переведена на другие языки и выпущена в твёрдом и мягком переплётах, электронной книги и аудиокниги. За первую неделю было продано около 237 000 экземпляров.

## Критика
Книга была положительно принята критиками. Кэрри Р. Уэдон из Common Sense Media оценила её на 4/5, отметив, что «повествование быстро развивающегося фэнтезийного квеста-приключения через семёрку различных героев, которые заслуживают почти равного внимания, может перегрузить историю», добавив: «иногда действие прекращается, и читатели хотят снова вернуться к своему старому приятелю Перси», в то же время подводя итог: «в целом, все герои был хорошо раскрыты». Карен Рут из Hypable высоко оценила «фирменный юмор» Риордана, а также то как «забавные моменты хорошо балансируют с эмоциональными сценами», а «повествование периодически замедляется, чтобы оценить ситуацию со стороны каждого героя».
Kirkus Reviews заявил, что изначально темп повествования затягивается, когда полубоги разрешают свои отношения и пытаются переосмыслить пророчество, в том числе видят кошмарные сны, в то же время положительно отмечая, что темп разгоняется в середине сюжета, а также начинают появляться элементы юмора. Помимо этого, было отмечено отсутствие напряжения, характерного ранним книгам Риордана. В завершении обзора Kirkus подвёл итог: «в этой книги действительно проявляется заразительная любовь Риордана к его тематике, даже несмотря на то, что тот рискует собственными персонажами». The Horn Book Magazine, напротив, назвал продолжение саги «динамичным», а персонажей — «приятными, сильными и глубокими». Зак Далзелл из Scholastic Corporation заключил: «роман наполнен увлекательной мифологией, захватывающим духом приключений и интригующими любовными историями с оттенком фирменного юмора полубогов Риордана», добавив: ««Метка Афины» не оставит читателей разочарованными, поскольку легенда о Перси Джексоне продолжает свой путь на всех парусах».
Немногие рецензенты, в том числе Мейн Ортис из GMA Network, подвергли критике повествование романа со стороны различных персонажей. По мнению Ортис, подача сюжета через разных героев утомляла, а из-за сходства сюжета книги с предыдущими работами Риордана история была «местами скучной и предсказуемой». Также, она отметила многократное повторение терминов подружка и парень, завив, что «употребление терминов было сверх необходимым, для того, чтобы понять, кто с кем состоит в отношениях». Тем не менее, Ортис похвалила развитие персонажей и концовку за её клиффхэнгер. The Guardian же назвал книгу «лучшей из цикла на данный момент», но как и Ортис подверг критики фокусирование повествования на разных героях, выделив ключевую роль Аннабет, Перси и Джейсона. В противовес их мнению, Бенджамин Бош из KidsReads оценил подачу сюжета через нескольких героев: «каждый герой — это глоток свежего воздуха происходящему, а уникальные особенности персонажей привносят больше интереса», добавляя: «есть много персонажей, которых нужно перебирать, но каждому отведена собственная роль, и все их действия и сюжетные линии идеально сочетаются друг с другом».
Ребекка Фишер из Fantasy Literature оценила книгу на 3,5/5, написав: «хотя роман в некоторой степени страдает от синдрома промежуточной книги без начала и окончания, Риордан следит за тем, чтобы поиски Аннабет оставались ключевой темой истории, позволяя ей проложить курс в отрыве от растянувшегося повествования». Отметив, что повествование «иногда может немного провисать», Фишер высоко оценила «чудное чувство стиля Риордана» и «современные обновления греческой и римской мифологии». Booklist также положительно высказался о сочетании различных элементов, отметив: «смесь юмора и хоррора делает оба аспекта более яркими».

## Продолжение
Книга «Дом Аида» была выпущена 8 октября 2013 года. 7 октября 2014 была издана «Кровь Олимпа», завершающая часть серии.